# La Vendetta Lazare
La Vendetta Lazare (The Lazarus Vendetta) est un thriller d'espionnage de Robert Ludlum coécrit par Patrick Larkin (États-Unis) paru en 2004. Ce roman fait partie de la série nommée "Réseau Bouclier" dont le personnage principal se nomme Jonathan "Jon" Smith.

## Résumé
Jon Smith, médecin militaire et membre du très secret "Réseau Bouclier", est envoyé par le Pentagone à Santa Fe pour observer les recherches sur les nanotechnologies de l'Institut Teller. Considérées comme une des avancées les plus prometteuse du siècle, ces machines à l'échelle moléculaire sont vivement critiquées par de nombreux groupes écologistes. Parmi eux, le Mouvement Lazare, organisation mystérieuse et présente dans le monde entier, dont les militants protestent devant l'Institut Teller...
C'est à ce moment  que de soudaines explosions secouent le bâtiment, libérant des nuages de nanomachines tueuses. Comment ces minuscules engins, a priori conçus dans des buts thérapeutiques, ont-ils pu échapper au contrôle des scientifiques et provoquer de pareilles ravages ? Accident ou acte terroriste ?
Le Réseau Bouclier peut compter sur son meilleur agent pour démêler une situation plus qu'inquiétante. Car le massacre de l'Institut Teller pourrait bien n'avoir été que la pâle répétition d'une catastrophe sans précédent...

## Personnages
Liste des personnages principaux, par ordre d'apparition.
- Prime (L'un des trois Horaces, homme de main de Lazare)
- Lieutenant-colonel Jonathan Smith (Personnage principal)
- Peter Howell (sous le nom de Malachi MacNamara, ancien officier du MI6)
- Samuel Adams Castilla (Président des États-Unis)
- Hal Burke (Officier supérieur du département antiterroriste de la CIA)
- Nathaniel Frederick Klein (Chef du Réseau Bouclier)
- Terce (L'un des trois Horaces, homme de main de Lazare)
- Katherine "Kit" Pierson (Assistante directrice adjointe du FBI)
- Hideo Nomura (sous le nom de Lazare, chef du mouvement Lazare et fils de Jinjiro Nomura)
- None (L'un des trois Horaces, homme de main de Lazare)
- Randi Russel (Officier de la CIA)
- Jinjiro Nomura (Père de Hideo Nomura et cofondateur du Mouvement Lazare)